# Station Wylam
Wylam is een spoorwegstation van National Rail in Wylam, Tynedale in Engeland. Het station is eigendom van Network Rail en wordt beheerd door Northern Rail. Het station is Grade II* listed